# Reflexió del senyal

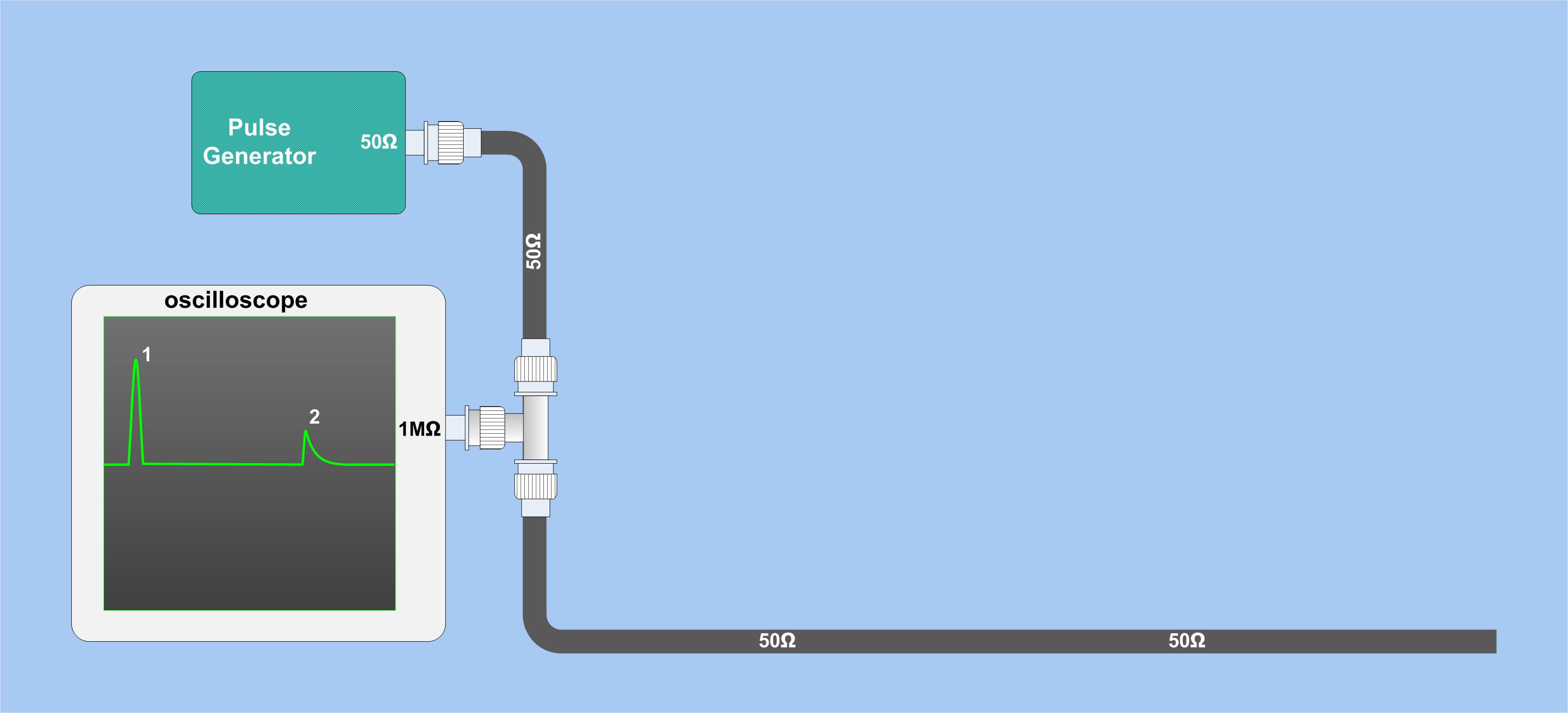
Diagrama simple del reflectòmetre de domini temporal.

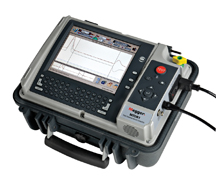
Reflectòmetre de domini temporal per a la detecció de fallades de cable elèctric.

En telecomunicacions, la reflexió del senyal es produeix quan un senyal es transmet per un mitjà de transmissió, com ara un cable de coure o una fibra òptica. Una part de la potència del senyal es pot reflectir cap al seu origen en lloc de portar-se al llarg del cable fins a l'extrem més llunyà. Això passa perquè les imperfeccions del cable provoquen desajustos d'impedància i canvis no lineals en les característiques del cable. Aquests canvis bruscos en les característiques fan que una part del senyal transmès es reflecteixi.
A la pràctica de radiofreqüència (RF), això sovint es mesura en una relació adimensional coneguda com a relació d'ona estacionària de tensió (VSWR) amb un pont VSWR. La relació d'energia recuperada depèn del desajust de la impedància. Matemàticament, es defineix mitjançant el coeficient de reflexió.
Com que els principis són els mateixos, aquest concepte és potser el més fàcil d'entendre quan es considera una fibra òptica. Les imperfeccions del vidre creen miralls que reflecteixen la llum al llarg de la fibra.
Les discontinuïtats d'impedància causen atenuació, distorsió d'atenuació, ones estacionàries, timbres i altres efectes perquè una part d'un senyal transmès es reflectirà de nou al dispositiu transmissor en lloc de continuar cap al receptor, com un eco. Aquest efecte s'agreuja si les discontinuïtats múltiples fan que porcions addicionals del senyal restant es reflecteixin de nou al transmissor. Aquest és un problema fonamental amb el mètode de connexió en cadena de components electrònics.